# Arbois
Arbois es una ciudad y comuna francesa ubicada en el departamento de Jura en la región Franco Condado, en Francia. Importante por sus vinos y por ser el lugar donde Luis Pasteur vivió y realizó varios importantes experimentos relacionados con la fermentación.
Las coordenadas geográficas son 46° 54′ 13″ Norte   5° 46′ 29″ Este.  La ciudad está atravesada por el río Cuisance y está situada a  48 km de Besanzón.
Su área es principalmente vitivinícola con producción de vinos de calidad AOC (Appellation d'Origine Contrôlée) o D.O.C.(denominación de origen controlada) entre los cuales se cuentan los exclusivos vinos:  vin jaune, de cepa Savagnin Blanc, y el Vin de Paille, de cepas Savagnin, Chardonnay o Poulsard, con un grado alcohólico entre 14° y 18,5°.
La ciudad también es reconocida por sus restaurantes gastronómicos, su producción de chocolate artesanal y sus puestos de degustación y venta de vinos.
La casa donde vivió Luis Pasteur fue transformada en museo en 1923.
Existe en la población un monumento dedicado a Pasteur, cuya escultura en bronce es obra de Horace Daillion.

## Demografía
| 3960 | 4209 | 4089 | 3998 | 3900 | 3698 |
| Para los censos de 1962 a 1999 la población legal corresponde a la población sin duplicidades (Fuente: INSEE [Consultar]) |      |      |      |      |      |